# Вінсент Ворд
Вінсент Ворд (англ. Vincent Ward, нар. 16 лютого 1956 року, Грейтаун, Нова Зеландія) — новозеландський кінорежисер, сценарист, продюсер і художник.

## Фільмографія

### Режисер
- 1984 — Робота / Vigil
- 1988 — Навігатор / The Navigator: A Medieval Odyssey
- 1992 — Карта людського серця / Map of the Human Heart
- 1998 — Куди приводять мрії / What Dreams May Come
- 2005 — Королева річки / River Queen
- 2008 — Діти дощу / Rain of the Children

### Сценарист
- 1984 — Робота / Vigil
- 1988 — Навігатор / The Navigator: A Medieval Odyssey
- 1992 — Карта людського серця / Map of the Human Heart (розповідь)
- 1992 — Чужий 3 / Alien 3

- 2005 — Королева річки / River Queen (і сюжет)
- 2008 — Діти дощу / Rain of the Children

### Продюсер
- 1992 — Карта людського серця / Map of the Human Heart
- 2008 — Діти дощу / Rain of the Children

### Художник
- 1979 — Сини мають повернутися додому / Sons for the Return Home